# ストーム (岡林信康のアルバム)
『ストーム』は、岡林信康が1980年10月21日にインビテーション / ビクターから発売したアルバム。

## 解説
加藤和彦とは、フォーク・クルセダーズの頃より親交があったが、本格的に仕事で組むのは最初で最後。
このアルバムを作る前にロンドンに行ったことがきっかけで、当時のニュー・ウェイヴやパンクから多大な影響を受け、加藤の都会的でおしゃれな音で表現したいと思っていたので、加藤が安井かずみと作った『うたかたのオペラ』のような感じでと伝えて、アレンジは加藤に一任。
バックバンドにムーンライダーズ（鈴木慶一は不参加）を選んだのも加藤。このアルバム発表後のコンサートツアーもムーンライダーズと一緒に回っている。
アルバム発表後も世間には評価されなかったが、CDの復刻版が出る前に何十年ぶりに聴いてみたら感動して、その思いと感謝の気持ちを加藤に電話で伝えたら（何十年も電話をしたことがなかったこともあり）びっくりしていたが、「そうだよ、あれはいいアルバムなんだよ」と何度も言ってくれた。
「西洋的なロックをコピーするやり方の最終到達点のような作品」と語っている。

## 収録曲
全作詞・作曲：岡林信康、全編曲：加藤和彦

### Side A
1. 霧のHighway  –  (6:12)
2. ダンスマン  –  (4:13)
3. イエ!イエ!  –  (3:22)
4. Little View  –  (2:30)
5. ニトロ・ブギ  –  (3:51)

### Side B
1. ミス・ベンリー  –  (4:11)
2. DORAKU LADY  –  (3:30)
  - 初めはメジャーコードで作ったが、加藤に「この歌マイナーでやったら面白いよ」と言われ、マイナーコードに変えた。最初は違和感があったが、やってみたら面白く、改めて加藤の才能を感じたという[1]
3. 遮光カーテンの貴婦人  –  (4:36)
4. STORM  –  (7:59)

## レコーディング・メンバー

### ミュージシャン
- 唄  –  岡林信康
- ギター  –  加藤和彦
- エレキギター  –  白井良明（ムーンライダーズ）
- キーボード  –  岡田徹（ムーンライダーズ）
- エレクトリック・ベース  –  鈴木博文（ムーンライダーズ）
- ドラム  –  橿淵哲郎（ムーンライダーズ）
- バイオリン、ギター  –  武川雅寛（ムーンライダーズ）

### スタッフ
- A.D.  –  長友啓典
- デザイナー  –  土屋直久
- 写真撮影  –  ヒロ伊藤
- 録音・リミックス  –  梅津達男
- ディレクター  –  高垣健
- プロデュース  –  加藤和彦
- リミックススタジオ  –  一口坂スタジオ

## 発売履歴
| 発売日         | レーベル                                      | 規格 | 規格品番   | 備考                                                                                |
| -------------- | --------------------------------------------- | ---- | ---------- | ----------------------------------------------------------------------------------- |
| 1980年10月21日 | インビテーション / ビクター音楽産業           | LP   | VIH-28021  |                                                                                     |
| 1995年7月5日   | インビテーション / ビクターエンタテインメント | CD   | VICL-18201 | 初CD化。                                                                            |
| 2007年9月21日  | インビテーション / ビクターエンタテインメント | CD   | VICL-62565 | “40周年記念 紙ジャケCDコレクション”。2007年デジタルリマスター盤、紙ジャケット仕様。 |
| 2008年5月21日  | インビテーション / ビクターエンタテインメント | CD   | VICL-62565 | 2008年デジタルリマスター盤、紙ジャケット仕様。                                      |